# Senyals de perill
S'anomena perill a totes les circumstàncies que poden ocórrer en qualsevol moment en les quals pugui existir algun risc per a la integritat física de les persones, animals o estris que puguin estar ubicats en una determinada zona, ja siguin tant en una via pública com en un lloc de treball o a l'interior de qualsevol habitatge o establiment comercial.
Per prevenir les conseqüències de la situació de perill s'utilitzen tot un seguit d'elements, anomenats senyals, que tenen per objectiu avisar les persones que estan en una zona perillosa i han d'evitar o prendre les precaucions i proteccions adequades.

## Tipus de senyals de perill o advertència
Per indicar l'existència de perill es poden utilitzar els següents mitjans d'advertència:
- Senyals emesos per les persones (gestos, veus).
- Advertències o avisos mitjançant llegendes.
- Senyals en forma de pictogrames.
- Senyals acústics (timbres, alarmes, sirenes).
- Senyals lluminosos.
- Codis interns secrets (forces de seguretat, emergències).

## Senyals de perill o advertència de trànsit
El senyal genèric de perill o advertència que es fa servir per regular el trànsit a les vies públiques és un triangle equilàter amb fons blanc i vora vermella. A l'interior de cada senyal específic per als tipus de perill que estan regulats es col·loca un símbol identificatiu.
Els senyals de trànsit de perill homologats i d'ús comú a Espanya són els següents:

P-1 Intersecció amb prioritat Perill per la proximitat d'una intersecció amb una via, els usuaris han de cedir el pas.
P-1a Intersecció amb prioritat sobre via a la dreta Perill per la proximitat d'una intersecció amb una via a la dreta, els usuaris han de cedir el pas.
P-1b Intersecció amb prioritat sobre via a l'esquerra Perill per la proximitat d'una intersecció amb una via a l'esquerra, els usuaris han de cedir el pas.
P-1c Intersecció amb prioritat sobre la incorporació per la dreta Perill per la proximitat d'una incorporació per la dreta d'una via, els usuaris han de cedir el pas.
P-1d Intersecció amb prioritat sobre la incorporació per l'esquerra Perill per la proximitat d'una incorporació per l'esquerra d'una via, els usuaris han de cedir el pas.
P-2 Intersecció amb prioritat de la dreta Perill per la proximitat d'una intersecció on regeix la regla general de prioritat de pas.
P-3 Semàfors Perill per la proximitat d'una intersecció aïllada o tram amb la circulació regulada per semàfors.
P-4 Intersecció amb circulació giratòria Perill per la proximitat d'una intersecció on la circulació s'efectua de forma giratòria al sentit de les fletxes.
P-5 Pont mòbil Perill davant la proximitat d'un pont que pot ser aixecat o girat, s'interromprà, així, temporalment la circulació.
P-6 Cruïlla de tramvia Perill per la proximitat d'encreuament amb una línia de tramvia, que té prioritat de pas.
P-7 Pas a nivell amb barreres Perill per la proximitat d'un pas a nivell proveït de barreres o semibarreres.
P-8 Pas a nivell sense barreres Perill per la proximitat d'un pas a nivell no proveït de barreres o semibarreres.
P-9a A prop d'un pas a nivell o d'un pont mòbil (costat dret) Indica, al costat dret, la proximitat de perill senyalitzat d'un pas a nivell, d'un pont mòbil o d'un moll. Aquesta balisa va sempre acompanyada del senyal P-5, P-7, P-8 o P-27.
P-9b Aproximació d'un pas a nivell o d'un pont mòbil (costat dret) Indica, al costat dret, l'aproximació a un pas a nivell, pont mòbil o moll, que dista d'aquest almenys dos terços de la distància entre ell i la corresponent senyal d'advertència del perill.
P-9c Proximitat d'un pas a nivell o d'un pont mòbil (costat dret) Indica, al costat dret, proximitat d'un pas a nivell, pont mòbil o moll, que dista d'aquest almenys un terç de la distància entre ell i la corresponent senyal d'advertència del perill.
P-10 A prop d'un pas a nivell o d'un pont mòbil (costat esquerre) Indica, al costat esquerre, la proximitat de perill senyalitzat d'un pas a nivell, d'un pont mòbil o d'un moll. Aquesta balisa va sempre acompanyada del senyal P-5, P-7, P-8 o P-27.
P-10b Aproximació d'un pas a nivell o d'un pont mòbil (costat esquerre) Indica, al costat esquerre, l'aproximació a un pas a nivell, pont mòbil o moll, que dista d'aquest almenys dos terços de la distància entre ell i el corresponent senyal d'advertència del perill.
P-10C Proximitat d'un pas a nivell o d'un pont mòbil (costat esquerre) Indica, al costat esquerre, proximitat d'un pas a nivell, pont mòbil o moll, que dista d'aquest almenys un terç de la distància entre ell i el corresponent senyal d'advertència del perill.
P-11 Situació d'un pas a nivell sense barreres Perill per la presència immediata d'un pas a nivell sense barreres.
P-11 Situació d'un pas a nivell sense barreres de més d'una via fèrria Perill per la presència immediata d'un pas a nivell sense barreres amb més d'una via fèrria.
P-12 Aeroport Perill per la proximitat d'un lloc on sovint volen aeronaus a baixa alçada sobre la via i que poden originar sorolls imprevistos.
P-13 Corba perillosa cap a la dreta Perill per la proximitat d'una corba perillosa cap a la dreta.
P-13b Corba perillosa cap a l'esquerra Perill per la proximitat d'una corba perillosa cap a l'esquerra.
P-14 Corbes perilloses cap a la dreta Perill per la proximitat d'una successió de corbes pròximes entre si, la primera, cap a la dreta.
P-14b Corbes perilloses cap a l'esquerra Perill per la proximitat d'una successió de corbes pròximes entre si, la primera, cap a l'esquerra.
P-15 Perfil irregular Perill per la proximitat d'un ressalt o gual a la via o paviment en mal estat.
P-15 Ressalt Perill per la proximitat d'un ressalt a la via.
P-15b Gual Perill per la proximitat d'un gual a la via.
P-16 Baixada amb fort pendent Perill per l'existència d'un tram de via amb fort pendent descendent. La xifra indica el pendent en percentatge.
P-16B Pujada amb fort pendent Perill per l'existència d'un tram de via amb fort pendent ascendent. La xifra indica el pendent en percentatge.
P-17 Estrenyiment de calçada.
P-17 Estrenyiment de calçada per la dreta.
P-17b Estrenyiment de calçada per l'esquerra.
P-18 Obres.
P-19 Paviment lliscant.
P-20 Vianants.
P-21 Nens.
P-22 Ciclistes.
P-23 Pas d'animals domèstics.
P-24 Pas d'animals en llibertat.
P-25 Circulació en els dos sentits.
P-26 Despreniment.
P-27 Moll.
P-28 Projecció de graveta.
P-29 Vent transversal.
P-30 Esglaó lateral.
P-31 Congestió.
P-32 Obstrucció a la calçada.
P-33 Visibilitat reduïda.
P-34 Paviment lliscant per gel o neu.
P-50 Altres perills.

## Senyalització de seguretat i salut en els llocs de treball

El Símbol Internacional de Risc Biològic.

Símbol de perill per radiacions.

Senyal de perill elèctric.

Es tracta d'una senyalització que, referida a un objecte, activitat o situació determinades, proporcioni una indicació o una obligació relativa a la seguretat o la salut en el treball mitjançant un senyal en forma de panell, un color, un senyal lluminós o acústic, una comunicació verbal o un senyal gestual, segons procedeixi.
Els senyals de seguretat es poden significar de la següent manera: 
- Senyal de prohibició: un senyal que prohibeix un comportament susceptible de provocar un perill.
- Senyal d'advertència o perill: un senyal que adverteix d'un risc o perill.
- Senyal d'obligació:  un senyal que obliga a un comportament determinat.
- Senyal de salvament o de socors: un senyal que proporciona indicacions relatives a les sortides de socors, als primers auxilis o als dispositius de salvament.

Els senyals poden estar indicats en forma de panell:
- Un senyal que, per la combinació d'una forma geomètrica, de colors i d'un símbol o pictograma, proporciona una determinada informació, la visibilitat està assegurada per una il·luminació de suficient intensitat.
- Color de seguretat: un color al qual s'atribueix una significació determinada en relació amb la seguretat i salut en el treball.
- Símbol o pictograma: una imatge que descriu una situació o obliga a un comportament determinat, utilitzada sobre un senyal en forma de panell o sobre una superfície lluminosa.
- Senyal lluminós: un senyal emès per mitjà d'un dispositiu format per materials transparents o translúcids, il·luminats des del darrere o des de l'interior, de tal manera que aparegui per si mateixa com una superfície lluminosa
- Senyal acústic: un senyal sonor codificat, emès i difós per mitjà d'un dispositiu apropiat, sense intervenció de veu humana o sintètica.
- Comunicació verbal: un missatge verbal predeterminat, en el qual es fa servir veu humana o sintètica.
- Senyal gestual: un moviment o disposició dels braços o de les mans en forma codificada per guiar les persones que estiguin realitzant maniobres que constitueixin un risc o perill per als treballadors.

## Senyals d'advertència o perill homologats en els llocs de treball
- Matèries inflamables.
- Matèries explosives.
- Matèries tòxiques.
- Matèries corrosives.
- Matèries radioactives.
- Càrregues suspeses.
- Vehicles de manutenció.
- Risc elèctric.
- Perill en general.
- Radiacions làser.
- Matèries comburents.
- Radiacions no ionitzades.
- Camp magnètic intern.
- Risc d'ensopegar.
- Caiguda a diferent nivell.
- Risc biològic.
- Baixa temperatura.
- Matèries nocives o irritants.

## Riscos decompostos químics
A la Unió Europea la norma que ho regula és el Reglament (CE) núm. 1272/2008 (CLP Classification Labelling and Packaging of Substances and Mixtures), els actuals pictogrames que representen la perillositat dels diferents productes químics són:
| Símbol de risc i nom         | Significat (Definició i Precaució) | Exemples                                                      |
| ---------------------------- | --- | ------------------------------------------------------------- |
| Corrosiu                     | Classificació: Aquests productes químics causen destrucció de teixits vius i/o materials inerts. Precaució: No inhaleu i eviteu el contacte amb la pell, ulls i roba. | - Àcid clorhídric - Àcid fluorhídric                          |
| Explosiu                     | Classificació: Substàncies i preparacions que poden esclatar sota l'efecte d'una flama o que són més sensibles als xocs o frecs que el dinitrobenzé. Precaució: eviteu colps, sacsetjades, frecs, flames o fonts de calor. | - Nitroglicerina - Propel·lents d'aerosols (laca, desodorant) |
| Comburent                    | Classificació: Substàncies que tenen la capacitat d'incendiar altres substàncies, facilitant la combustió i impedint l'extinció del foc. Precaució: eviteu el contacte d'aquest amb materials combustibles. | - Oxigen - Nitrat de potassi - Peròxid d'hidrogen             |
| Inflamable                   | Classificació: Substàncies i preparacions que poden escalfar-se i, finalment, inflamar-se en contacte amb l'aire a una temperatura normal sense necessitat d'energia, o que poden inflamar-se fàcilment per una breu acció d'una font d'inflamació i que continuen cremant o consumint-se després d'haver apartat la font d'inflamació, o inflamables en contacte amb l'aire a pressió normal, o que, en contacte amb l'aigua o l'aire humit, emanen gassos fàcilment inflamables en quantitats perilloses; Precaució: eviteu contacte amb materials ignitius (aire, aigua). | - Etanol - Acetona - Tippex - Pilotes de tenis de taula       |
| Gas a pressió                | Classificació: Substàncies gasoses comprimides, líquides o dissoltes, contingudes a pressió de 200 kPa o superior, en un recipient que poden explotar amb la calor. Precaució: No llançar-les mai al foc | - Botelles de gas a pressió - Ambientadors - Insecticides     |
| Perill per a la salut        | Classificació: Substàncies i preparacions que per ingestió, inhalació o penetració cutània, poden implicar riscos greus, aguts o crònics per a la salut. Precaució: tot el contacte amb el cos humà ha de ser evitat. | - Amoníac - Lleixiu                                           |
| Toxicitat aguda              | Classificació: Per inhalació, ingesta o absorció a través de la pell, provoca greus problemes de salut i, fins i tot, la mort. Precaució: tot el contacte amb el cos humà ha de ser evitat. | - Cianur - Triòxid d'arsènic - Metanol                        |
| Perill greu per a la salut   | Classificació: Substàncies i preparacions que per ingestió o inhalació poden implicar riscos greus, aguts o crònics per a la salut. Precaució: tot el contacte amb el cos humà ha de ser evitat. | - Metanol - Monòxid de carboni                                |
| Perillós per al medi ambient | Definició: El contacte d'aquesta substància amb el medi ambient pot provocar danys a l'ecosistema a curt o llarg termini Manipulació: a causa del seu risc potencial, no ha de ser alliberat a les canonades, al sòl o al medi ambient. Tractaments especials han de ser presos! | - Benzé - Cianur de potassi - Lindà                           |

## Vegeu
- Accident de trànsit.
- Condicions de treball a Espanya.
- Senyals de trànsit
- Salut laboral.